# Pere Valentí Mora i Mariné
Pere Valentí Mora i Mariné (Vilaplana, Baix Camp, 18 de desembre de 1947) és un esportista català que va ser porter del Futbol Club Barcelona entre d'altres equips. Va ser internacional amb la selecció catalana i amb la selecció espanyola. Posteriorment va esdevenir entrenador, dirigint el CE Sabadell.

## Trajectòria
Es formà al CF Reus Deportiu. L'any 1965, amb 17 anys fou fitxat pel FC Barcelona, passant a jugar als filials CD Comtal i Atlètic Catalunya. Posteriorment fou cedit al CD Mestalla, on era realitzant el servei militar, i al Reial Oviedo. El 1970 retornà a la disciplina barcelonista, però davant la competència de Salvador Sadurní i Miguel Reina, fou cedit novament, dues temporades, aquest cop a l'Elx CF. El 1973 retornà definitivament al Barça on jugà fins al 1979, guanyant la Copa 1970-71, la Lliga 1973-74, la Copa
1977-78 i la Recopa 1978-79. Acabà la seva carrera al Rayo Vallecano i al Reial Múrcia CF.
Va fixar el rècord de temps imbatut a les competicions europees amb la samarreta blaugrana, amb 406 minuts, durant la Copa de la UEFA 1975-76. Aquest no va ser superat fins a trenta anys després, per Víctor Valdés. Va participar, entre d'altres, al mític, 0-5 a l'Estadi Santiago Bernabéu del 17 de febrer de 1974.
Va disputar els Jocs Olímpics d'Estiu de 1968 amb la selecció espanyola, essent eliminat als quarts de final davant la selecció amfitriona, Mèxic. També jugà els Jocs del Mediterrani de 1967 a Tunis.
Va entrenar el CE Sabadell l'any 2005.

## Palmarès[2]
- Lliga espanyola: 1973-74
- Copa espanyola: 1970-71, 1977-78
- Recopa d'Europa: 1978-79